# Alessio Interminelli
Alessio Interminelli   (valor desconegut - valor desconegut) o Interminei -com l'anomena Dante- va ser un noble de Lucca que va viure al segle xiii. Pertanyia a una família del partit dels güelfs blancs (també anomenada família Antelminelli, senyors de la vila de Coreglia Antelminelli a Garfagnana i propietaris de l'edifici homònim al centre de Lucca, actual seu d'oficines públiques). Respecte a Alessio hi ha escassa informació històrica. L'últim document que l'esmenta amb vida data del 12 de novembre de 1299.

## Personatge
Dante Alighieri el situa a l'Infern (Cant XVIII, vv.120-126) en el segon fossat de les Malebolge entre els aduladors, completament submergits fins al cap en el fem ("merda"). El poeta es deté a mirar-lo, creient que reconèix algú i, quan el condemnat protesta perquè es veu observat, el poeta diu el seu nom complet en un vers sencer:

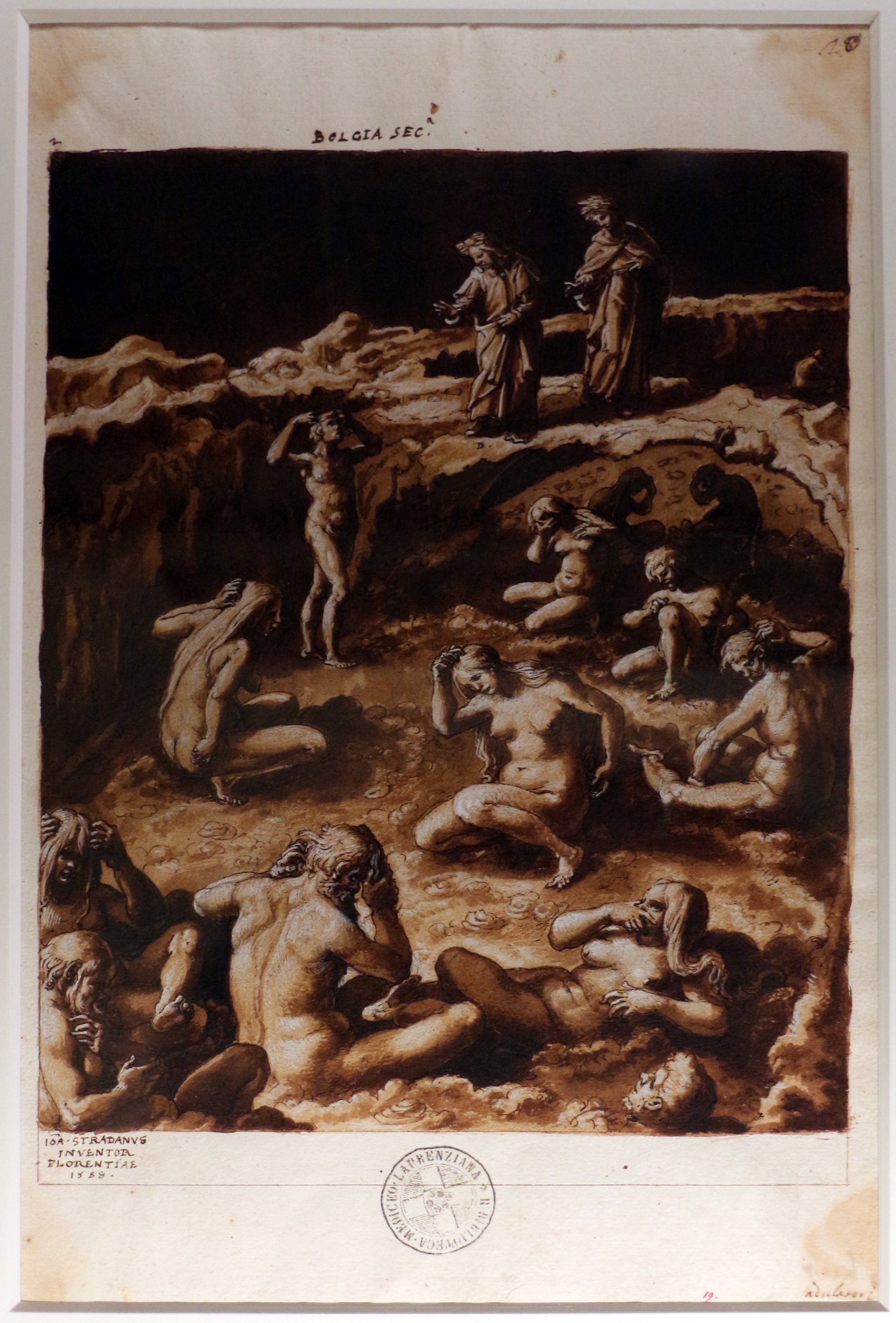
Infern Cant XVIII: Els aduladors del segon fossat de les Malebolge, segons Stradano (1588)

"I jo a ell: «Perquè, si bé recorde, 
et coneguí amb els cabells eixuts,
i tu ets Alessio Interminei, de Lucca:
per això et mire més que a tots els altres.»"
(Infern. Cant XVIII, vv. 120-123)
Sobre la seva activitat com a adulador, els comentaristes antics parafrasegen més o menys àmpliament el text dantesc, que dedica només dos versos a la història:
«Ací m'ha submergit l'adulació, 
de la qual mai no se'm cansà la llengua»
(Infern. Cant XVIII, vv. 125-126)
que sonaria com: "Em trobo a l'Infern per causa de les llagoteries que mai van cansar la meva llengua".